# سیمپاتیکو (فیلم)
سیمپاتیکو (به انگلیسی: Simpatico) فیلم محصول سال ۱۹۹۹ و به کارگردانی متیو وارشوس است. در این فیلم بازیگرانی همچون نیک نولتی، جف بریجز، شارون استون، کاترین کینر، آلبرت فینی، لیام ویت و شان هاتوسی ایفای نقش کرده‌اند.